# Mediaset Investimenti
Mediaset Investimenti S.p.A. è stata una società interamente controllata da Mediaset. Ha controllato a maggioranza assoluta le 2 attività principali del Biscione in Spagna, il canale Telecinco (da inizio 2006) e l'azienda pubblicitaria Publiespaña. Nel 2012 si è fusa con Mediaset S.p.A.

## Società controllate
- Mediaset España Sa 50,10%: Publiespaña Sau 100%, Estudios Picasso Fábrica de Ficción Sau 100%, Grupo Editorial Tele5 Sau 100%, Atlas España Sau 100%, Mi Cartera Media Sau 100%, Cinematext Media SA 60%, Cinematext Media Italia Srl 60%, Europortal Jumpy España Sa 100%, Europortal Jumpy España Sa 100%, Mediacinco Cartera SL 75%.
  - Pegaso Television Inc 35,08%, Caribevision TV Network LCC 83,34%.